# Crocifisso con i dolenti e storie della Passione
Il Crocifisso con i dolenti e storie della Passione è un dipinto a tempera e oro su tavola (350x275 cm) di Bernardo Daddi, databile al 1340-1345 circa e conservato nella Galleria dell'Accademia a Firenze.

## Storia
L'opera, sulla base di una nota manoscritta di Carlo Colzi del 1813, rinvenuta dalla Marcucci, proviene forse dalla chiesa di San Donato in Polverosa. La prima menzione certa è comunque del 1880, quando venne inventariata, forse dopo essere passata nelle collezioni dei principi Demidoff dal 1814.
Per quanto riguarda le vicende attributive, la croce venne assegnata inizialmente alla scuola giottesca, poi Vitzthum la riferì a Pietro Nelli, mentre Suida parlò del "Maestro delle Crocifissioni", oggi identificato con Bernardo Daddi, come dimostrato da Schubring. Ugo Procacci e Raimond van Marle restarono più dubbiosi, assegnandola alla scuola del Daddi, come confermò Offner. La Marcucci ribadì invece l'autografia al Daddi, riferendo l'opera alla tarda attività del maestro, ipotesi poi condivisa da Luciano Bellosi, Miklós Boskovits, Angelo Tartuferi e Labriola. Analogie stilistiche e tipologiche si registrano infatti con il polittico per il Duomo di Firenze, databile tra il 1335 e il 1345.

## Descrizione e stile
Il grande crocifisso sagomato mostra Cristo sulla croce con il corpo pesante e le gambe piegate, secondo quell'iconografia avviata da Giotto agli inizi del secolo con la Croce di Santa Maria Novella. Ai lati, nei tabelloni, si trovano le figure dei dolenti, Maria e san Giovanni, mentre alle estremità della croce si leggono storie della Passione e del trionfo di Cristo: a sinistra il Cristo deriso, in basso la Flagellazione, a destra la Via Crucis e in alto il Giudizio Universale. Si tratta di una serie di angherie verso Gesù, di evidente contenuto di ammaestramento verso i fedeli, che hanno il naturale culmine nella separazione tra i giusti e i dannati nella cimasa.
Sul braccio superiore si legge, in caratteri gotici, l'iscrizione "DICEST IESUS NAZARENUS REX IUDAEORUM".